# 아브둘리노

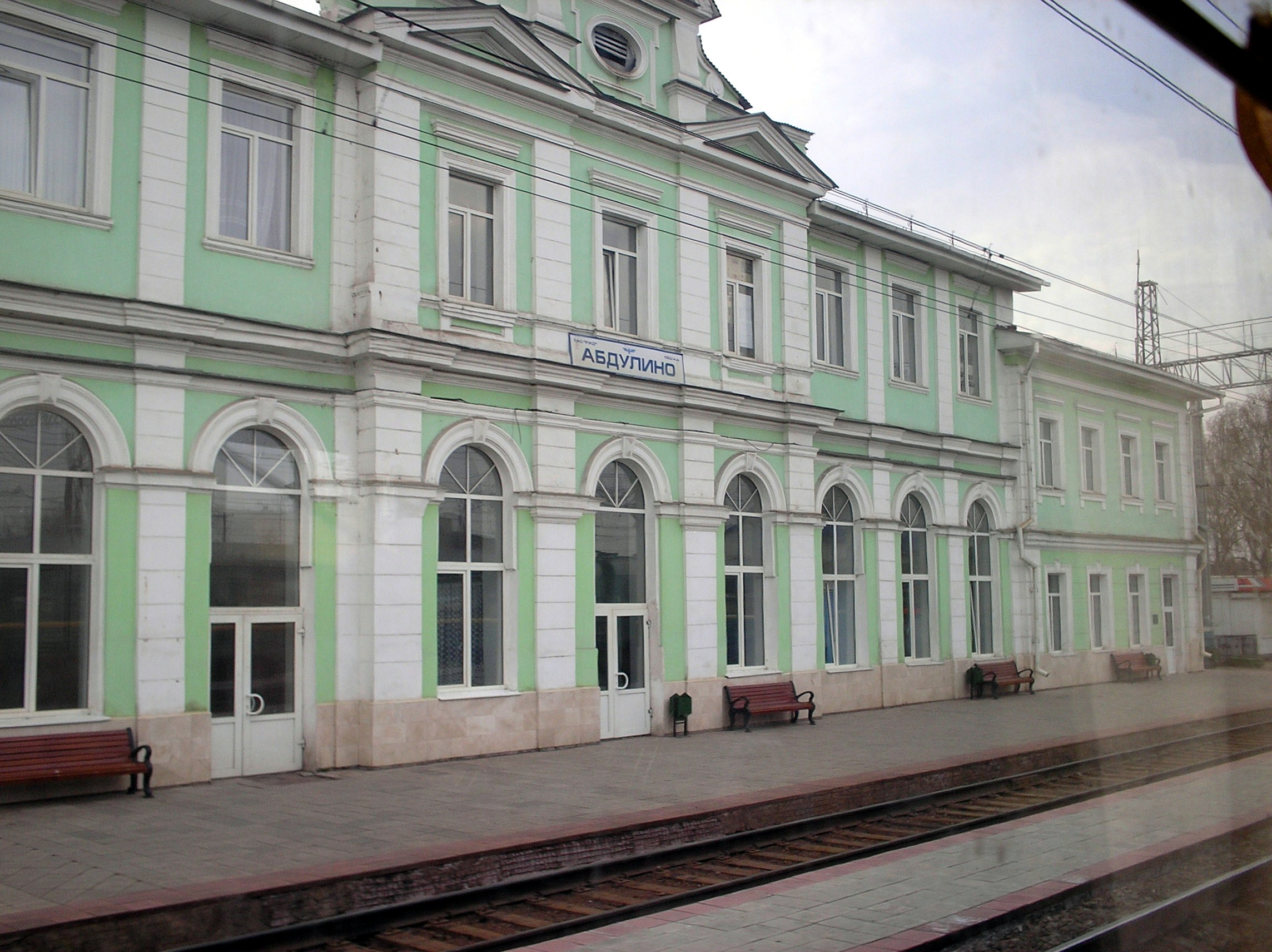

아브둘리노(러시아어: Абду́лино)는 오렌부르크 주 아브둘린스키 군의 중심지이다.
인구는 2만4,000명(2001년)이다.